# Моловин
Моловин је насеље у Србији, у општини Шид, у Сремском округу. Према попису из 2022. било је 127 становника. Моловин је смештен у северном делу општине Шид, на северозападним падинама Фрушке горе. Окружен шумама и виноградима, као и границом са Републиком Хрватском са три стране. Од Шида је удаљен 14 km, а од Илока 9 km у чијим је границама био до 1945. године од када улази у састав општине Шид.

### Историја
Године 1885. Моловин и Илок су заједно припадали Ердевичком изборном срезу са својих 618 душа.
Село је чувено по добром вину, а за време Краљевине Југославије по ромским тамбурашким оркестрима из породице Фамилић. Њихови оркестри свирали су у Београду, Загребу, Сарајеву, по градовима на Јадрану и др. Усташе су 1942. године похапсиле 89 чланова Фамилића, уз песму Циганска је туга преголема пешке дотерала на железничку станицу у Шиду и отпремиле у Јасеновац, одакле се нико није вратио.
У селу се налази православна црква саграђена 1801. године, на месту старије грађевине која се помиње 1756. године у извештају Карловачке епархије. Црква је под заштитом државе, као културно добро од изузетног значаја. Месни парох поп Данил Милутиновић је купио претплатом 1808. године књигу "Плач Рахили".
Моловин има четвороразредну школу и једну продавницу. Средином XX века у близини је постојала фарма свиња “Зараван” која је радила у саставу шидског ПИК-а. 1975. године оснива се фудбалски клуб Омладинац који се тренутно такмичи у општинској лиги Шид. Скоро сви фудбалери су из Бачке Паланке.

## Демографија
У насељу Моловин живи 229 пунолетних становника, а просечна старост становништва износи 42,1 година (41,4 код мушкараца и 42,8 код жена). У насељу има 112 домаћинстава, а просечан број чланова по домаћинству је 2,66.
Ово насеље је углавном насељено Србима (према попису из 2002. године), а у последња три пописа, примећен је пад у броју становника.
|  |

| Демографија | Демографија | Демографија |
| Година      | Становника  | Становника  |
| ----------- | ----------- | ----------- |
| 1948.       | 477         |             |
| 1953.       | 491         |             |
| 1961.       | 496         |             |
| 1971.       | 460         |             |
| 1981.       | 362         |             |
| 1991.       | 305         | 305         |
| 2002.       | 298         | 298         |

| Етнички састав према попису из 2002.‍ | Етнички састав према попису из 2002.‍ | Етнички састав према попису из 2002.‍ | Етнички састав према попису из 2002.‍ | Етнички састав према попису из 2002.‍ |
| ------------------------------------ | ------------------------------------ | ------------------------------------ | ------------------------------------ | ------------------------------------ |
|                                      |                                      |                                      |                                      |                                      |
| Срби                                 | Срби                                 |                                      | 261                                  | 87,58%                               |
| Хрвати                               | Хрвати                               |                                      | 14                                   | 4,69%                                |
| Југословени                          | Југословени                          |                                      | 8                                    | 2,68%                                |
| Словаци                              | Словаци                              |                                      | 1                                    | 0,33%                                |
| Русини                               | Русини                               |                                      | 1                                    | 0,33%                                |
| Мађари                               | Мађари                               |                                      | 1                                    | 0,33%                                |
| непознато                            | непознато                            |                                      | 3                                    | 1,00%                                |

| Година пописа     | 1948. | 1953. | 1961. | 1971. | 1981. | 1991. | 2002. |
| ----------------- | ----- | ----- | ----- | ----- | ----- | ----- | ----- |
| Број домаћинстава | 137   | 144   | 143   | 122   | 124   | 100   | 112   |

| Број чланова      | 1  | 2  | 3  | 4  | 5 | 6 | 7 | 8 | 9 | 10 и више | Просек |
| ----------------- | -- | -- | -- | -- | - | - | - | - | - | --------- | ------ |
| Број домаћинстава | 27 | 35 | 18 | 19 | 8 | 4 | 1 | 0 | 0 | 0         | 2,66   |

| Пол    | Укупно | Неожењен/Неудата | Ожењен/Удата | Удовац/Удовица | Разведен/Разведена | Непознато |
| ------ | ------ | ---------------- | ------------ | -------------- | ------------------ | --------- |
| Мушки  | 128    | 34               | 78           | 10             | 6                  | 0         |
| Женски | 116    | 12               | 77           | 25             | 2                  | 0         |
| УКУПНО | 244    | 46               | 155          | 35             | 8                  | 0         |

| Пол    | Укупно                    | Пољопривреда, лов и шумарство | Рибарство                            | Вађење руде и камена | Прерађивачка индустрија       |
| ------ | ------------------------- | ----------------------------- | ------------------------------------ | -------------------- | ----------------------------- |
| Мушки  | 79                        | 56                            | 0                                    | 0                    | 15                            |
| Женски | 44                        | 31                            | 0                                    | 0                    | 1                             |
| УКУПНО | 123                       | 87                            | 0                                    | 0                    | 16                            |
| Пол    | Производња и снабдевање   | Грађевинарство                | Трговина                             | Хотели и ресторани   | Саобраћај, складиштење и везе |
| Мушки  | 0                         | 1                             | 1                                    | 0                    | 1                             |
| Женски | 0                         | 0                             | 1                                    | 0                    | 1                             |
| УКУПНО | 0                         | 1                             | 2                                    | 0                    | 2                             |
| Пол    | Финансијско посредовање   | Некретнине                    | Државна управа и одбрана             | Образовање           | Здравствени и социјални рад   |
| Мушки  | 0                         | 0                             | 0                                    | 0                    | 1                             |
| Женски | 0                         | 0                             | 3                                    | 1                    | 5                             |
| УКУПНО | 0                         | 0                             | 3                                    | 1                    | 6                             |
| Пол    | Остале услужне активности | Приватна домаћинства          | Екстериторијалне организације и тела | Непознато            | Непознато                     |
| Мушки  | 0                         | 0                             | 0                                    | 4                    | 4                             |
| Женски | 0                         | 0                             | 0                                    | 1                    | 1                             |
| УКУПНО | 0                         | 0                             | 0                                    | 5                    | 5                             |